# Liebling, ich habe die Kinder geschrumpft (Film)
Liebling, ich habe die Kinder geschrumpft ist eine Science-Fiction-Filmkomödie aus dem Jahr 1989. Der Film war das Regiedebüt von Joe Johnston und wurde von Walt Disney Pictures produziert. Er startete am 14. Dezember 1989 in den deutschen Kinos.

## Handlung
Wayne Szalinski ist ein brillanter, aber auch zerstreuter Wissenschaftler, der mit seiner Frau Diane und seinen zwei Kindern, Amy und Nick, sowie dem Hund Quark in einem beschaulichen Vorort lebt. Er hat sein Haus mit seinen technischen Vorrichtungen ausgestattet und arbeitet auf seinem Dachboden gerade an einer Maschine, mit der er alles verkleinern kann. Da seine Erfindung aber die Testobjekte sprengt anstatt sie zu verkleinern, verzweifelt er daran.
Waynes Arbeit und Art erfreuen aber nicht jeden, vor allem nicht seinen Nachbarn Russell Thompson Sr., der sich durch den Lärm, der aus dem Nachbarhaus kommt, in seinem Schlaf gestört fühlt. Für diesen Tag plant er einen Angelausflug mit seiner Familie (seiner Frau Mae und den beiden Söhnen Russell Jr. und Ronald) und seinen Kumpels, den Forresters.
Wayne macht sich derweil auf zur Arbeit und versucht dort einige seiner Kollegen in einer Präsentation von seiner Erfindung zu überzeugen, doch diese lassen sich ohne Beweis nicht beeindrucken, was Wayne sehr frustriert. Zur gleichen Zeit versuchen Amy und Nick das Haus auf Vordermann zu bringen, bevor ihre Mutter von der Arbeit nach Hause kommt, nachdem sie nach einem Streit mit ihrem Mann bei ihrer Schwester übernachtete. Dabei versucht Nick seinen Freund Tommy mithilfe eines modifizierten Rasenmähers zu überzeugen, den Rasen zu mähen. Dieser stimmt zu, allerdings erst zu einem späteren Zeitpunkt. Gleichzeitig spielt Ronald Thompson Baseball und schlägt den Ball aus Versehen in den Dachboden der Szalinskis. Damit aktiviert er unbewusst den Schrumpfstrahler, der jetzt tatsächlich die im Raum befindlichen Möbel schrumpft. Grund für die bisherigen Fehlschläge war eine enorme Hitzeentwicklung des Lasers. Da dieser nun durch den Baseball gedämmt wird, überhitzt die Maschine nicht mehr. Unter Druck seines Bruders wird Ronald zu den Szalinskis gebracht, der gesteht, den Ball aus Versehen auf den Dachboden geschlagen zu haben. Als er mit Nick dort hingeht, um den Ball zu holen, werden sie von der automatischen Zielerfassung des Schrumpfstrahlers getroffen und auf die Größe eines ¼ Zolls (in deutschen Synchronfassung sagt Nick, sie seien ungefähr einen halben Zentimeter groß) geschrumpft. Weil Amy und Russell Jr. nichts mehr von den beiden hören, schauen sie im Dachboden nach und werden ebenfalls getroffen und geschrumpft.
Den vier Kindern bleibt somit nichts anderes übrig, als auf Wayne zu warten und ihn um Hilfe zu bitten, der kurz darauf auch nach Hause kommt und auf der Suche nach ihnen auch den Dachboden betritt, kurz nachdem die Maschine sich selbst abschaltete. Alle Rufe der vier bleiben jedoch ungehört, da sie zu klein sind, als dass Wayne diese wahrnehmen kann. Dieser ist allerdings durch die Vorfälle auf der Arbeit und dem zerbrochenen Fenster so frustriert, dass er dies an seiner Maschine auslässt und sie kurz und klein schlägt. Durch die herumfliegenden Trümmerteile erschlägt er damit fast seine Kinder. Als Wayne die Trümmerteile zusammenfegt, erwischt er diese, die zusammen mit den Teilen in einen Müllsack gesteckt werden, welcher auf der anderen Seite des Gartens abgestellt wird.
Die Kinder können sich zwar aus dem Müllsack befreien, müssen aber, um zum Haus zurückzukehren und dort erneut zu versuchen, Wayne auf sich aufmerksam zu machen, durch den Garten, was aufgrund ihrer Größe schier unendlich scheint. Zur gleichen Zeit kehrt Diane nach Hause zurück und versöhnt sich mit Wayne. Da von den Kindern jedoch keine Spur zu finden ist, machen sie sich Sorgen, wo sie sein könnten. Als Nick versucht, die Aufmerksamkeit des Hundes auf sich zu ziehen, fällt er mit Russell Jr. in eine Blume. Sie werden kurz darauf von einer Honigbiene verschleppt, die die beiden für Pollen hält. Dieselbe Biene schwirrt daraufhin um Wayne herum, der versucht, die Biene mit Ronalds herumliegendem Baseballschläger zu erwischen. Dadurch können die beiden entkommen. Wayne dämmert aber, was passiert ist, da Nick keinen Sport ausübt und ist zugleich erfreut, dass die Maschine doch funktionierte, aber auch besorgt, dass die Kinder nicht nur geschrumpft sind, sondern er sie unabsichtlich zertrampelt haben könnte und verlässt sofort den Garten.
Daraufhin nutzt er Stelzen und versucht die Kinder mithilfe einer Lupe zu finden. Dabei löst er aber versehentlich die Sprinkleranlage aus. Die daraus entstehenden Tropfen treffen die Kinder fast mit der Wucht eines Tsunamis und Amy ertrinkt beinahe, wird aber von Russell Jr. wiederbelebt. Als Wayne seiner Frau daraufhin beichtet, was ihren Kindern passiert ist, schließt sie sich verzweifelt der Suche an. Mit einer Hängevorrichtung suchen sie den Garten systematisch ab, sind aber aufgrund der Dichte des Grases erfolglos. Auch die Thompsons sind mittlerweile besorgt über die Abwesenheit ihrer Kinder und melden sie bei der Polizei als vermisst. Da die Szalinkis vermuten, dass die Thompson-Kinder ebenfalls vom Strahl getroffen wurden, wenden sie sich an diese, müssen sich aber auch hier der Skepsis stellen.
Als die Kinder derweil ihren Hunger an einem von Nicks Keksen stillen, werden sie von einer Ameise überrascht. Ronald will die Ameise zähmen, um so ein Reittier für den restlichen Rückweg zu haben, sämtliche Zähmungsversuche scheitern aber, bis Amy die Ameise mit einem Stück des Kekses beruhigt. Tatsächlich lässt sich die Ameise die von den Kindern den Namen "Meisi" bekommt so zähmen und begleitet die Kinder ein Stück weit, bis es zu dunkel ist, um weiter zu ziehen. Die Ameise will nicht mehr von den Kindern weg. Unterschlupf finden die Kinder in einem von Nicks verlorenen Legosteinen. Hier kommen sich Amy und Russell Jr., der schon lange ein romantisches Interesse an ihr hatte, sich aber nie an sie herantraute, näher und küssen sich. Kurz darauf wird die Gruppe von einem Skorpion angriffen, der Ronald in dem Legostein einkesselt. Die Hilfeschreie werden von der Ameise gehört, die sofort den Skorpion angreift und Ronald befreien kann. Allerdings ist die Ameise chancenlos und wird von dessen Stachel tödlich verwundet, bevor die Kinder den Skorpion vertreiben können. Ronald streichelt die sterbende Ameise und ist den Tränen nahe, doch sind die Kinder nun in Sicherheit. 
Am nächsten Morgen kommt Tommy, der nichts von den Geschehnissen des Vorabends weiß, um den Rasen zu mähen. Die Kinder können sich gerade so in einem Wurmloch retten, jedoch wird Nick durch die rotierenden Rasenmähermesser aufgesogen und beinahe zerstückelt. Erst im letzten Moment kann Wayne Tommy die Fernsteuerung entreißen und die Kinder retten. Als Quark daraufhin auf die Kinder aufmerksam wird, klettern die Kinder auf ihn und gelangen so endlich ins Haus. Der Hund springt auf den Tisch, auf dem Wayne gerade Cheerios frühstückt. Dabei fällt Nick in dessen Teller und wird von ihm beinahe verschluckt. Erst als Quark im letzten Moment Wayne in die Wade zwickt, hält er ihn davon ab, dabei erkennt Wayne seinen Sohn und kurz darauf auch die anderen. Die Erleichterung ist groß und Wayne holt seine Nachbarn.
Der Erleichterung folgt die Frustration, denn Wayne kann die Maschine zwar reparieren, steht aber wie zu Beginn des Films vor dem Problem, dass die Testobjekte explodieren. Als Nick und die Kinder Wayne auf den Baseball als Dämpfer für den Laser aufmerksam machen, kommt Wayne auf die Lösung. Die Maschine testet er an Russell Sr., der sich freiwillig dafür meldet. Der Test ist erfolgreich und er wird auf die gleiche Größe geschrumpft wie die Kinder. Daraufhin werden sowohl Russell Sr. als auch die Kinder auf ihre ursprüngliche Größe zurückverwandelt. Die beiden Familien kommen sich so näher und sitzen gemeinsam am Essenstisch.

## Hintergrund
Das Regiedebüt von Joe Johnston, der später mit Jurassic Park III und Hidalgo Filmprojekte ähnlicher Größe realisierte, war ein finanzieller Erfolg, er spielte bei einem geschätzten Budget von 14,2 Millionen US-Dollar allein an den US-amerikanischen Kinokassen 130 Millionen US-Dollar ein.
Auch wurden hier erstmals Roboterkreaturen (die Ameisen) erzeugt, eine Technik, die vier Jahre später Steven Spielberg in Jurassic Park aufgriff.

## Trivia
Der polnische Familienname ist eine Anspielung auf Charakter und Tätigkeit des Protagonisten: Das Verb szaleć bedeutet verrückt sein oder wüten.
In dem Film gab es einen Fehler. So benannte Wayne während der Präsentation Albert Einstein als Erfinder der Atombombe. Dieser war aber nicht im Manhattan-Projekt einbezogen, sondern unterschrieb nur den von Leó Szilárd geschriebenen Brief an den damaligen US-Präsidenten Franklin D. Roosevelt, in dem er diesen vor der Gefahr durch den Bau einer Nuklearwaffe von Nazi-Deutschland warnte, was das Projekt erst zum Laufen brachte. Als Erfinder gelten neben Szilárd noch Robert Oppenheimer und Edward Teller.

## Fortsetzungen

### Spielfilme
- 1992: Liebling, jetzt haben wir ein Riesenbaby
- 1997: Liebling, jetzt haben wir uns geschrumpft

### Fernsehserien
- 1997: Liebling, ich habe die Kinder geschrumpft

## Auszeichnungen
British Academy Film Award
- Auszeichnung in der Kategorie Beste visuelle Effekte

Saturn Award
- Nominierung in der Kategorie Bester Science-Fiction-Film
- Nominierung in der Kategorie Bester jugendlicher Hauptdarsteller für Thomas Wilson Brown
- Nominierung in der Kategorie Bester jugendlicher Hauptdarsteller für Robert Oliveri
- Nominierung in der Kategorie Bester jugendlicher Hauptdarsteller für Jared Rushton
- Nominierung in der Kategorie Beste Musik
- Nominierung in der Kategorie Beste Spezialeffekte

Young Artist Award
- Nominierung in der Kategorie Beste Komödie
- Nominierung in der Kategorie Bester jugendlicher Hauptdarsteller für Jared Rushton
- Nominierung in der Kategorie Beste jugendliche Hauptdarstellerin für Amy O’Neill

## Kritiken
- „Herrlich versponnene Fantasy-Mär aus dem Trickfilm-Schatzkästlein der Spielteufelchen von Walt Disney.“ – tz, München

- „Ein alter Märchenstoff in modischem Gewand; voller tricktechnischer Raffinessen, drückt er gleichermaßen auf Tränendrüsen und Zwerchfell, verschließt sich aber durch seinen rasanten Achterbahn-Inszenierungsstil und die überlaute Musik jedweder Poesie.“ – Lexikon des internationalen Films (CD-ROM-Ausgabe), Systhema, München 1997

## DVD-Veröffentlichung
- Liebling, ich habe die Kinder geschrumpft. In: Liebling, ich habe geschrumpft. 3-DVD-Box-Set. Touchstone 2002

## Soundtrack
- James Horner: Honey, I Shrunk the Kids. Original Motion Picture Soundtrack. Intrada Records, Oakland 2009, Special Collection Volume 94 – Originaleinspielung der Filmmusik durch das London Symphony Orchestra unter der Leitung von James Horner